# Arno Allan Penzias
Arno Allan Penzias, nemško-ameriški fizik judovskega rodu, * 26. april 1933, München, Nemčija, † 22. januar 2024, San Francisco, ZDA.
Penzias je s sodelavcem Robertom Wilsonom leta 1978 prejel polovico Nobelove nagrade za fiziko »za odkritje kozmičnega mikrovalovnega prasevanja ozadja.« Drugo polovico je prejel Peter Leonidovič Kapica za odkritja na področju fizike nizkih temperatur. Penzias in Wilson sta delovala v Bellovih laboratorijih v New Jerseyju, pomembnemu središču raziskav radijske astronomije.

## Zgodnje življenje
Rodil se je kot sin usnjarja Karla Penziasa in njegove žene Justine (roj. Eisenreich). Njegovi stari starši so v München prišli s Poljske in so bili vidni člani lokalne judovske skupnosti. Zaradi vzpona nacizma so Arna pri šestih letih z bratom Guntherjem evakuirali v Združeno kraljestvo v sklopu operacije Kindertransport. Kmalu po tistem so jima sledili starši, nakar so skupaj emigrirali v ZDA in se leta 1940 naselili v Bronxu (New York). Leta 1946 je postal naturaliziran državljan ZDA.
Po tehniški srednji šoli je vpisal študij kemije na Mestnem kolidžu New Yorka, a se je med študijem preusmeril v fiziko in diplomiral leta 1954. Po diplomi je dve leti služil kot radarski častnik v signalnem korpusu Kopenske vojske, od koder je odšel kot asistent v laboratorij za sevanje Univerze Columbia, kjer so se raziskovalci aktivno ukvarjali s fiziko mikrovalov. Vpisal je podiplomski študij na tej univerzi in leta 1956 magistriral, nato pa leta 1962 še doktoriral iz fizike pod mentorstvom Charlesa Townesa.

## Kariera
Po doktoratu se je zaposlil v Bellovih laboratorijih v kraju Holmdel v New Jerseyju, kjer je z Wilsonom delal na razvoju zelo občutljivih kriogeničnih sprejemnikov mikrovalov za radijsko astronomijo. Leta 1964 sta zgradila dotlej najobčutljivejši sprejemnik, Holmdelski rog. Z njim sta zaznala nerazložljiv radijski šum. Ta šum je bil izotropičen in mnogo šibkejši od sevanja, ki ga oddaja Rimska cesta. Najprej sta mislila, da izvira iz New Yorka, a sta s poskusi ovrgla tega in druge vire kot možen vzrok. Penzias je zato stopil v stik z Robertom H. Dickejem, ki je posumil, da bi lahko šlo za sevanje ozadja, ki so ga predvidele nekatere kozmološke teorije tistega časa. Objavili so par člankov v Astrophysical Journal, kjer sta Penzias in Wilson opisala svoje meritve, Dicke pa je predstavil teorijo, da gre za kozmično mikrovalovno sevanje ozadja, ostanek prapoka. Izkazalo se je, da je bila njihova teorija prelomen dokaz za prapok in potrditev napovedi Alpherja, Hermana ter Gamowa v 1940. in 1950. letih.
Penzias je med leti 1976 in 1979 deloval kot direktor laboratorija za radio pri Bell Labs, nato pa kot podpredsednik raziskovalnega programa (1981–1995) in vodja raziskav (1995–1998). Leta 1998 se je upokojil.

## Zasebno življenje
V 1990. letih je živel v okrožju Highland Park v New Jerseyju. Leta 1996 se je poročil s poslovnico Sherry Levit. Imel je sina Davida in dve hčerki, Mindy Penzias Dirks in Rabbi Shifra (Laurie) Weiss-Penzias, poleg njih pa še pastorka Carsona in pastorko Victorio.
Umrl je 22. januarja 2024 zaradi komplikacij, povezanih z Alzheimerjevo boleznijo, v domu za starostnike v San Franciscu, star 90 let.

## Priznanja
Za svoje delo je prejel več strokovnih priznanj, med njimi sta najvidnejša medalja Henryja Draperja, ki jo podeljuje ameriška Nacionalna akademija znanosti leta 1977, in Nobelova nagrada za fiziko leto kasneje. Obe si je delil z Wilsonom, Nobelovo nagrado pa še s Petrom Leonidovičem Kapico, čigar delo na področju fizike nizkih temperatur ni bilo povezano z njunim. Izvoljen je bil za člana Ameriške akademije umetnosti in znanosti in Nacionalne akademije znanosti, oboje v letu 1975.
Po njem sta poimenovana trimetrski radioteleskop v observatoriju Regiomontanus-Sternwarte pri Nürnbergu in nagrada dr. Arna A. Penziasa za prispevek k temeljnim raziskavam na področju radia, ki jo od leta 2023 podeljuje ameriški radioklub.